# Піноїт
Піної́т (рос. пинноит; англ. pinnoite; нім. Pinnoit m) — мінерал, водний метаборат магнію ланцюжкової будови.

## Загальний опис
Хімічна формула:
- 1. За Є. Лазаренком: Mg[B2O(OH)6].
- 2. За «Fleischer's Glossary» (2004): MgB2O4•3H2O. Склад у %: MgO — 24,39; B2O3 — 42,69; H2O — 32,92.

Сингонія тетрагональна. Дипірамідальний вид. Утворює тонкозернисті агрегати радіальноволокнистої будови, рідкісні короткопризматичні кристали. Густина 2,27. Твердість 3,5—3,75. Колір сірчано-жовтий, зеленуватий. Блиск скляний. На зламі — блискітки. Напівпрозорий.
Зустрічається в соляних відкладах Штасфурта, Леопольдсхалла (Галле, Німеччина) разом з борацитом, за рахунок якого він утворюється, також на оз. Індер, Казахстан.
Супутній мінерал — каїніт. Рідкісний.
Названий за прізвищем німецького геолога Пінно (Pinno), H.Staute, 1884.